# Palaiochóra (ort i Grekland, Nomós Imathías)
Palaiochóra är en ort i Grekland.   Den ligger i prefekturen Nomós Imathías och regionen Mellersta Makedonien, i den norra delen av landet, 300 km norr om huvudstaden Aten. Palaiochóra ligger 9 meter över havet och antalet invånare är 282.
Terrängen runt Palaiochóra är huvudsakligen platt, men söderut är den kuperad. Runt Palaiochóra är det ganska tätbefolkat, med 56 invånare per kvadratkilometer. Närmaste större samhälle är Alexándreia, 6,0 km nordväst om Palaiochóra. Trakten runt Palaiochóra består till största delen av jordbruksmark.